# Гашково (Псковская область)
Гашково — деревня в Гдовском районе Псковской области России. Входит в состав Самолвовской волости Гдовского района.
Расположена на юго-западе района, в 25 км к северо-востоку от волостного центра Самолва, в 16 км к северо-востоку от деревни Ремда. В 2 км к северу от озера Велино (проточного для реки Желча).

## Население
Численность населения деревни на 2000 год составляла 18 человек.

## История
До 2005 года деревня входила в состав ныне упразднённой Ремдовской волости.